# Groenbemesting

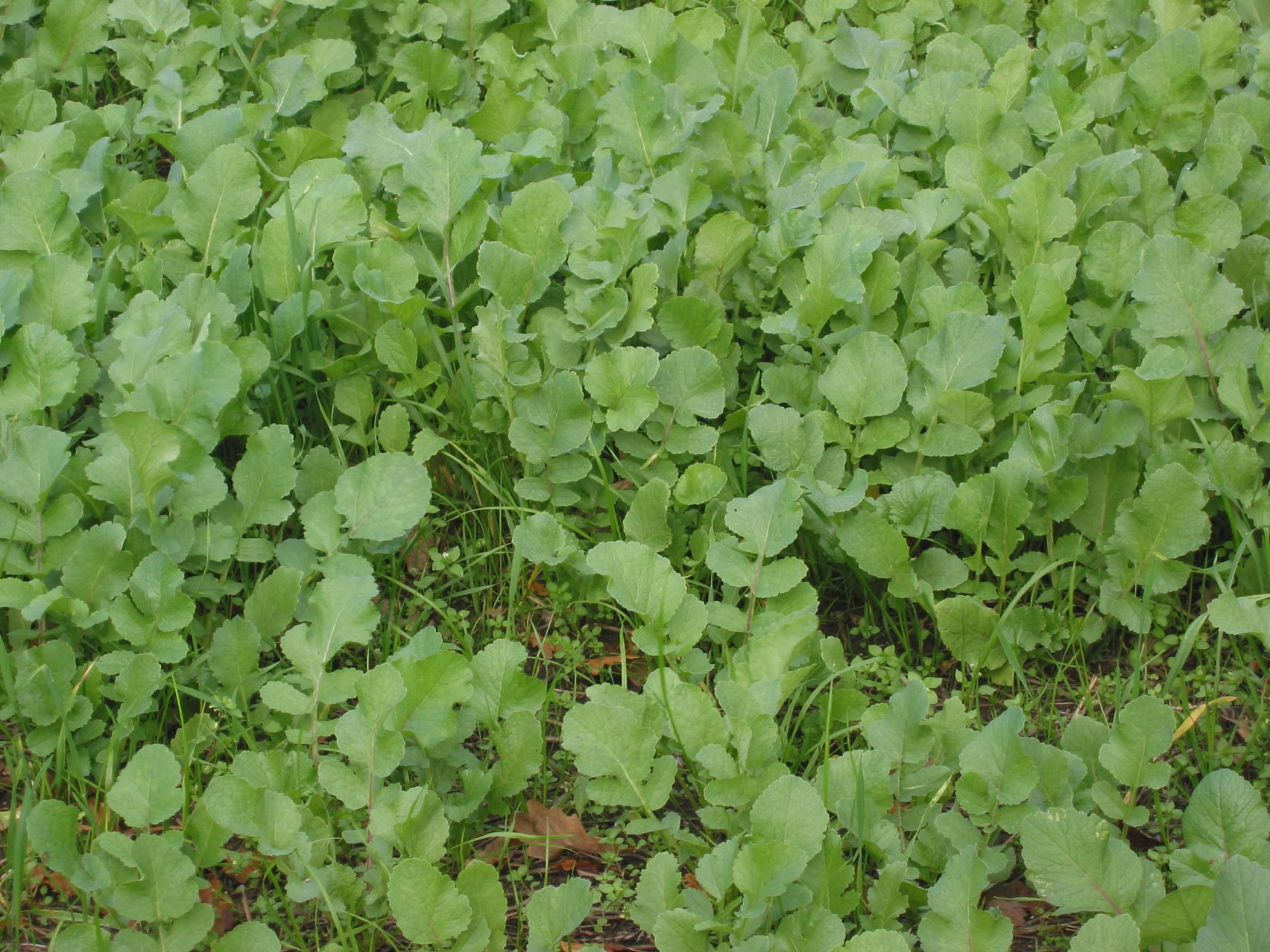
Bladrammenas als groenbemesting

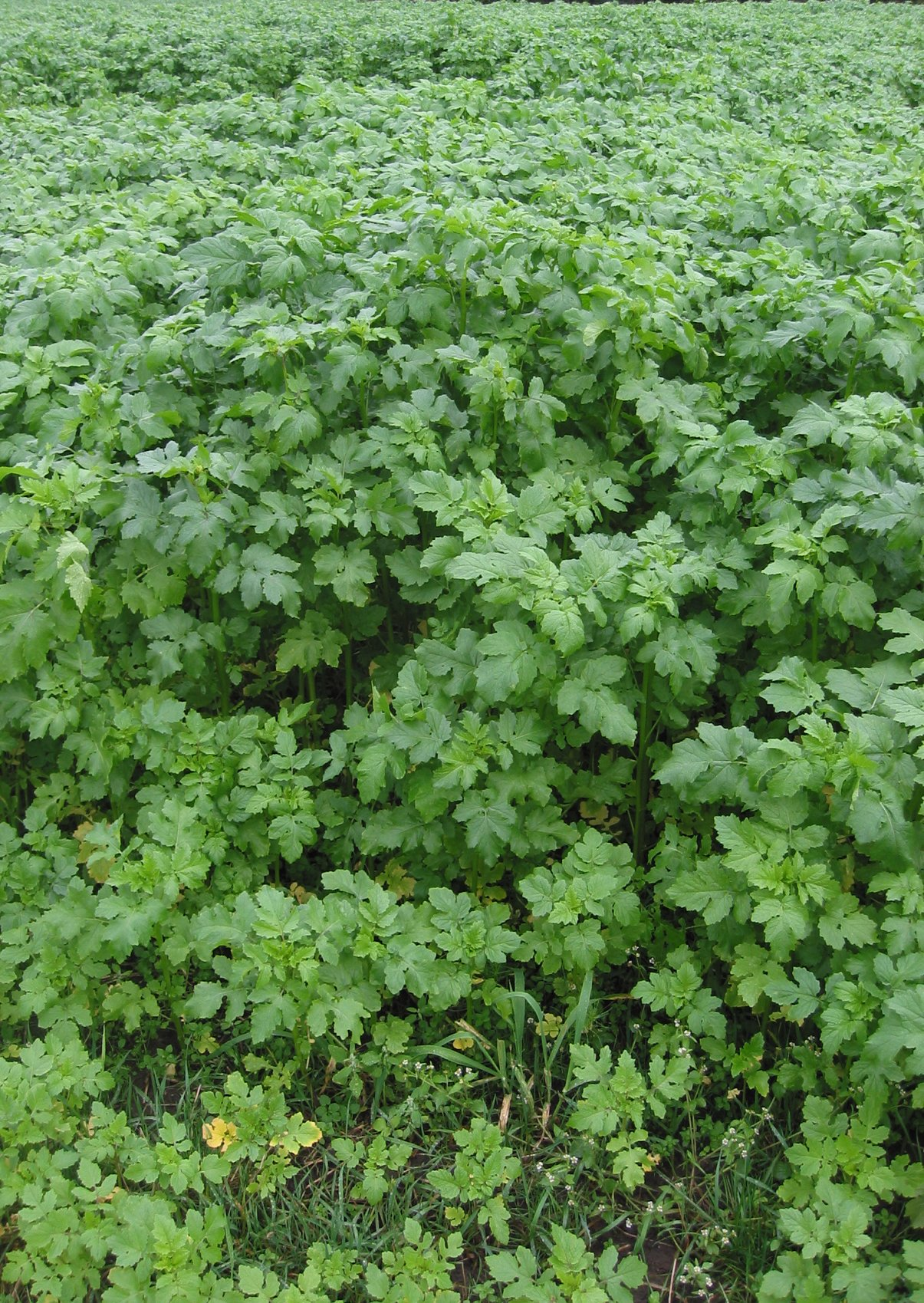
Gele mosterd als groenbemester

Groenbemesting is het telen van planten op een stuk grond om deze vervolgens onder te ploegen of in te werken met behulp van mulchen. Dit wordt gedaan om het percentage organische stof en het stikstofgehalte in de bodem te verhogen. Een deel van die organische stof wordt in de bodem omgezet in humus. Een andere voordeel van groenbemesting is dat het gewas in eerste instantie optreedt als vanggewas doordat het meststoffen vastlegt. Bovendien helpt het gewas de bodemstructuur te verbeteren, bodemerosie tegen te gaan en ongewenste gewassen te onderdrukken.
Groenbemesters kunnen op verschillende manieren worden bewerkt en ingewerkt. Onderploegen zorgt voor een goede verdeling en vertering van het gewas, maar bij een grote (natte) massa kan een inkuileffect optreden, wat de wortelontwikkeling van het volggewas belemmert. Maaien of klepelen is een snelle manier om het gewas te verkleinen maar mengt het gewas niet met de grond. Rollen of kneuzen is geschikt voor groenbemesters met verhoute stengels. Een schijveneg verkleint en werkt het gewas oppervlakkig in. Een cultivator werkt het gewas deels in bij minder ontwikkelde groenbemesters. Een frees wordt gebruikt voor een intensieve bewerking, bijvoorbeeld bij grasgroenbemesters, maar heeft een hoog brandstofverbruik. Ten slotte kan ook gekozen worden voor chemische vernietiging.

## Voorbeelden van groenbemesters
- vlinderbloemigen zoals lupine, voederwikke of klaversoorten. Omdat vlinderbloemigen met hulp van symbiontische bacteriën (Rhizobium) stikstof uit de lucht binden, kunnen ze na onderwerking het stikstofgehalte van de grond verhogen. Lupinen wortelen bovendien erg diep, waardoor de ondergrond makkelijker toegankelijk wordt voor een volggewas.
- niet-vlinderbloemigen zoals grassen, rogge, bladrammenas, gele mosterd en phacelia worden gebruikt als groenbemester omdat ze het organische stofgehalte in de bodem sterk verhogen.
  - grassen hebben een sterk ontwikkeld wortelstelsel. Afhankelijk van de omstandigheden komen de volgende soorten in aanmerking voor groenbemesting: Engels raaigras, Italiaans raaigras en Westerwolds raaigras. Er vindt uitzaai onder dekvrucht en in de stoppel plaats. Uitzaai onder dekvrucht vindt voornamelijk bij de granen plaats. Hiervoor zijn Engels raaigras en Italiaans raaigras het meest geschikt. Bij vroege stoppelzaai wordt hoofdzakelijk tetraploïd Italiaans raaigras gebruikt. Soms wordt Westerwolds raaigras gebruikt. Bij deze laatste grassoort bestaat kans op aarvorming.
  - bladrammenas kan tot eind augustus gezaaid worden. Daarnaast is bladrammenas zeer geschikt om in het voorjaar op braakpercelen te worden uitgezaaid als lokgewas om schadelijke aaltjes te bestrijden.
  - gele mosterd wordt gebruikt als groenbemester omdat deze soort snel veel blad vormt en de grond snel bedekt. Gele mosterd is een waardplant voor het bietencysteaaltje. De gebruikte rassen hebben wel resistentie tegen het witte bietencysteaaltje. Ten opzichte van bladrammenas heeft gele mosterd het voordeel dat het nog later gezaaid kan worden, tot in september. Bladrammenas heeft echter een betere wortelontwikkeling dan gele mosterd.

Drogestof opbrengst en bijdrage van het gewas in kg per ha aan de effectieve organische stof. De effectieve organische stof is de hoeveelheid organische stof die na 1 jaar nog in de grond aanwezig is (lignine).
Per 1 januari 2019 is het wettelijk verplicht om op zand- en lössgronden, waar mais geteeld is, voor 1 oktober een vanggewas te zaaien.
| gewas                | drogestofopbrengst bij 100% slaging van de teelt | effectieve organische stof bij 100% slaging | effectieve organische stof bij 75% slaging | effectieve organische stof bij 50% slaging | effectieve organische stof bij 25% slaging |
| -------------------- | ------------------------------------------------ | ------------------------------------------- | ------------------------------------------ | ------------------------------------------ | ------------------------------------------ |
| bladrammenas         | 3900                                             | 850                                         | 638                                        | 425                                        | 213                                        |
| Engels raaigras      | 4200                                             | 1150                                        | 863                                        | 575                                        | 288                                        |
| gele mosterd         | 3900                                             | 850                                         | 638                                        | 425                                        | 213                                        |
| Italiaans raaigras   | 4500                                             | 1080                                        | 810                                        | 540                                        | 270                                        |
| rode klaver          | 4300                                             | 1165                                        | 874                                        | 583                                        | 291                                        |
| Westerwolds raaigras | 4100                                             | 1080                                        | 810                                        | 540                                        | 270                                        |
| voederwikke          | 3000                                             | 645                                         | 484                                        | 323                                        | 161                                        |
| winterrogge          | 1600                                             | 850                                         | 638                                        | 425                                        | 213                                        |
| witte klaver         | 3300                                             | 900                                         | 675                                        | 450                                        | 225                                        |